# Сентюрин, Сергей Михайлович
Сергей Михайлович Сентюрин (род. 12 июля 1987, Москва) — российский хоккеист, крайний нападающий, мастер спорта России. Тренер в ГБУ "Спортивная школа "Академия «Спартак» Москомспорта.

## Биография
Родился 12 июля 1987 года в городе Москве. В 2003 году окончил школу № 1202. Воспитанник московского «Динамо». Начал карьеру в 2005 году в составе ступинского клуба Высшей лиги «Капитан» (на тот момент фарм-клуб московского «Динамо»). В своём дебютном сезоне провёл на площадке 48 матчей, в которых набрал 9 (4+5) очков. После ещё одного сезона в «Капитане», в котором отметился 18 (6+12) результативными баллами в 43 матчах, подписал контракт с «Динамо». За весь сезон провёл лишь 10 матчей, поэтому в межсезонье покинул клуб и отправился на просмотр в «Сибирь». Однако перед стартом дебютного сезона Континентальной хоккейной лиги оказался в воскресенском «Химике», в составе которого сыграл лишь в 13 матчах, в которых набрал 3 (2+1) очка. Перед началом сезона 2009/10 заключил соглашение с подмосковной «Рысью», однако после 24 проведённых матчей перешёл в тюменский «Газовик». Тем не менее, завершал сезон уже в составе московских «Крыльев Советов».
В 2010 году окончил Московскую государственную академию физической культуры.
Летом 2010 года отправился на просмотр в «Авангард», с которым 27 августа и подписал двухлетний контракт. В сезоне 2010/11 провёл на площадке 50 матчей, в которых набрал 7 (3+4) очка, однако 7 мая 2011 года он был обменян в новосибирскую «Сибирь» на выбор на драфте-2011. Тем не менее, ещё до старта сезона был отправлен в ВХЛ в фарм-клуб новосибирцев «Зауралье», а уже 29 октября был отзаявлен из состава клуба. Несколько дней спустя заключил соглашение с «Торосом».
Показав в новом клубе неплохую результативность, 25 декабря был вызван в основную команду «Салавата Юлаева», где в своём дебютном матче сумел отметиться заброшенной шайбой.
6 мая 2013 года был обменян вместе с Денисом Паршиным в нижегородское «Торпедо» на Дмитрия Макарова.
С 2018 года играл за «Челмет».
С 18 октября 2019 года тренер в ГБУ "Спортивная школа "Академия «Спартак» Москомспорта, тренирует юношей 2004 г.р.

## Награды и звания
- Мастер спорта России, 8 апреля 2013 года[13]
- Двукратный обладатель Кубка Братины в составе «Торос» (Нефтекамск).
- Обладатель Континентального Кубка в составе «Авангард» (Омск) 2010-2011гг

## Статистика выступлений
Последнее обновление: 17 февраля 2012 года
|                 |                 |                 | Регулярный сезон | Регулярный сезон | Регулярный сезон | Регулярный сезон | Регулярный сезон | Регулярный сезон | Плей-офф | Плей-офф | Плей-офф | Плей-офф | Плей-офф | Плей-офф |
| Сезон           | Команда         | Лига            | Игр              | Г                | П                | Очк              | +/-              | Штр              | Игр      | Г        | П        | Очк      | +/-      | Штр      |
| --------------- | --------------- | --------------- | ---------------- | ---------------- | ---------------- | ---------------- | ---------------- | ---------------- | -------- | -------- | -------- | -------- | -------- | -------- |
| 2005/06         | Капитан         | Высшая лига     | 48               | 4                | 5                | 9                | -20              | 18               | —        | —        | —        | —        | —        | —        |
| 2006/07         | Капитан         | Высшая лига     | 43               | 6                | 12               | 18               | -11              | 34               | —        | —        | —        | —        | —        | —        |
| 2007/08         | Динамо Мск      | Суперлига       | 10               | 0                | 2                | 2                | --               | 4                | —        | —        | —        | —        | —        | —        |
| 2008/09         | Химик Вк        | КХЛ             | 13               | 2                | 1                | 3                | -5               | 8                | —        | —        | —        | —        | —        | —        |
| 2009/10         | Рысь            | Высшая лига     | 24               | 3                | 4                | 7                | -5               | 20               | —        | —        | —        | —        | —        | —        |
| 2009/10         | Газовик         | Высшая лига     | 6                | 1                | 0                | 1                | -2               | 6                | —        | —        | —        | —        | —        | —        |
| 2009/10         | Крылья Советов  | Высшая лига     | 6                | 4                | 2                | 6                | +2               | 18               | 5        | 1        | 0        | 1        | +3       | 4        |
| 2010/11         | Авангард        | КХЛ             | 46               | 3                | 3                | 6                | -8               | 26               | 4        | 0        | 1        | 1        | --       | 2        |
| 2011/12         | Зауралье        | ВХЛ             | 9                | 2                | 0                | 2                | -3               | 0                | —        | —        | —        | —        | —        | —        |
| 2011/12         | Торос           | ВХЛ             | 30               | 13               | 6                | 19               | +7               | 26               | —        | —        | —        | —        | —        | —        |
| 2011/12         | Салават Юлаев   | КХЛ             | 3                | 1                | 0                | 1                | +1               | 0                | —        | —        | —        | —        | —        | —        |
| Всего в КХЛ     | Всего в КХЛ     | Всего в КХЛ     | 62               | 6                | 4                | 10               | -12              | 34               | 4        | 0        | 1        | 1        | --       | 2        |
| Всего в карьере | Всего в карьере | Всего в карьере | 238              | 39               | 35               | 74               | -44              | 160              | 9        | 1        | 1        | 2        | +3       | 6        |